# Nikolaikirche (Anklam)

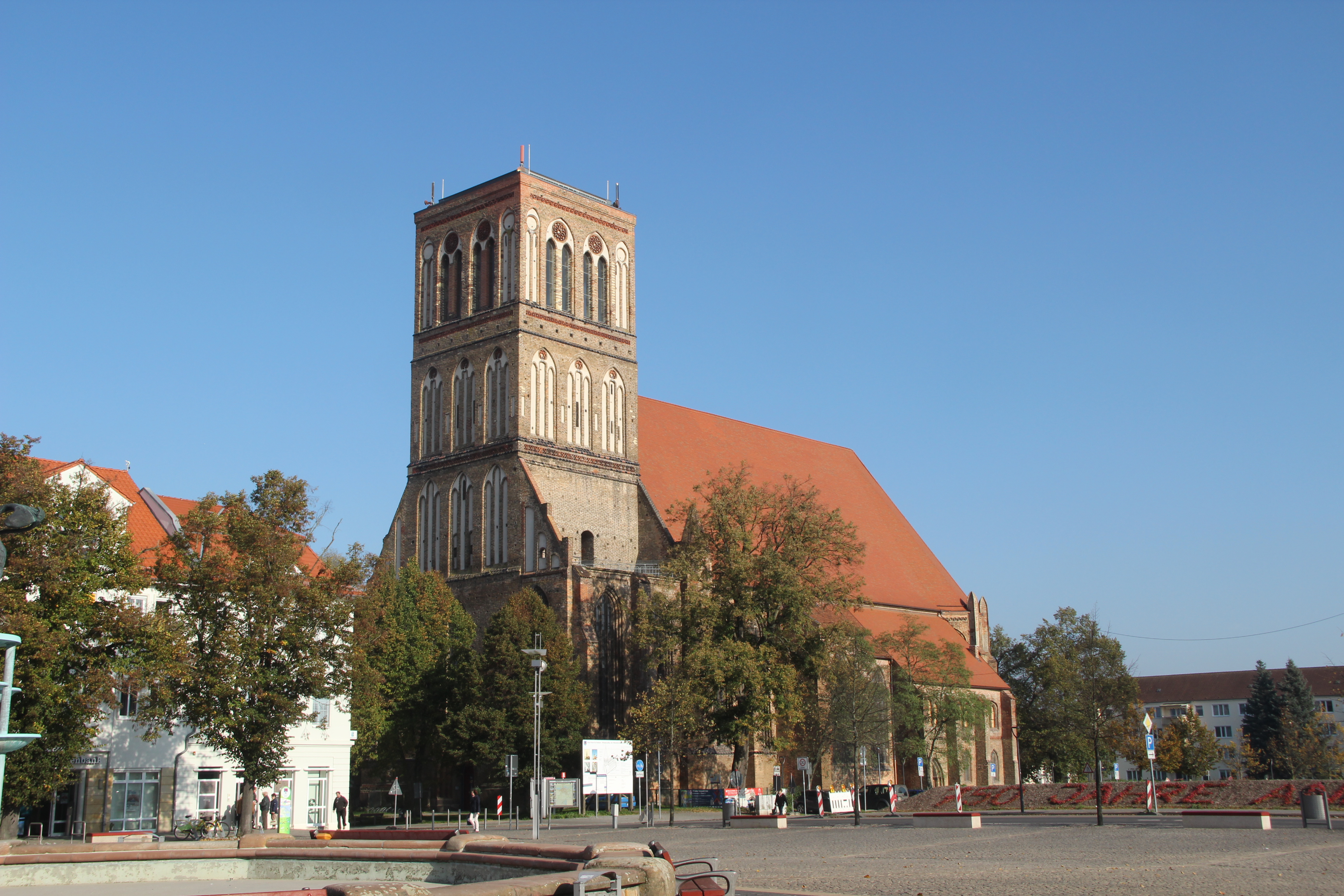
Nikolaikirche Anklam (Oktober 2014)

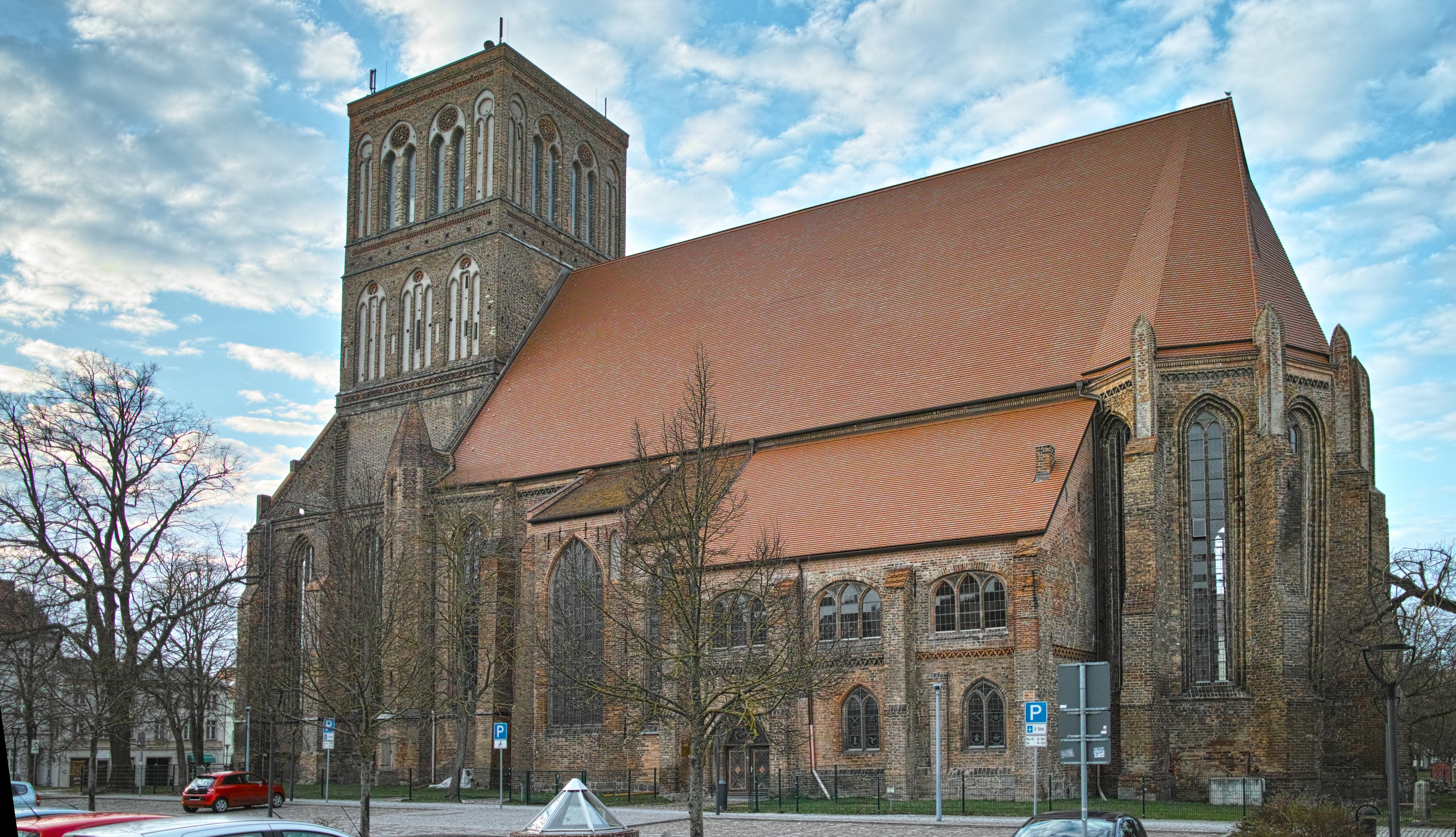
Nikolaikirche Anklam im April 2018 mit neuen Fenstern im Südanbau

Die Nikolaikirche ist neben der Marienkirche die zweite, jüngere der beiden großen mittelalterlichen Stadtkirchen in Anklam, Mecklenburg-Vorpommern. Sie liegt an der Nordost-Seite des Anklamer Marktes und wurde 1945 zerstört und wird seit 2010 wiederaufgebaut, aber ist seit dem 2. Oktober 2004 entwidmet und wird daher nicht mehr als Kirche der Evangelisch-Lutherischen Kirche in Norddeutschland genutzt.

## Geschichte

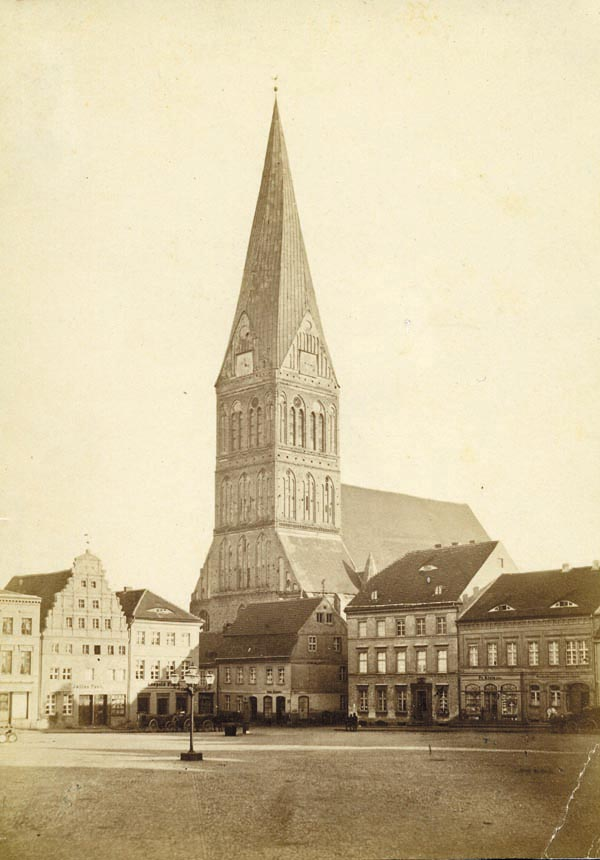
St. Nikolai um 1880. Der Kirchturm brannte im Zweiten Weltkrieg aus und soll durch das Projekt Ikareum rekonstruiert werden.

Inneres um 1909, links hinten Chorgestühl

Der um 1280 begonnene Bau wurde bis zum Ende des 14. Jahrhunderts vollendet. 1300 wurde die Kirche erstmals urkundlich erwähnt. Sie ist benannt nach Nikolaus von Myra, der als Schutzpatron der Seefahrer gilt. Mit dem Einbau des Chorgestühls wurde die Nikolaikirche etwa 1500 endgültig fertiggestellt. Im Gegensatz zur Marienkirche mit ihrem romanischen Ursprung handelt es sich bei der Nikolaikirche um einen rein gotischen Bau, obwohl eine Vorgängerkirche bereits seit 1180 errichtet wurde. Bis zu ihrer Zerstörung galt die Kirche als ein Wahrzeichen Anklams und war ein weithin sichtbares Lotsenzeichen.

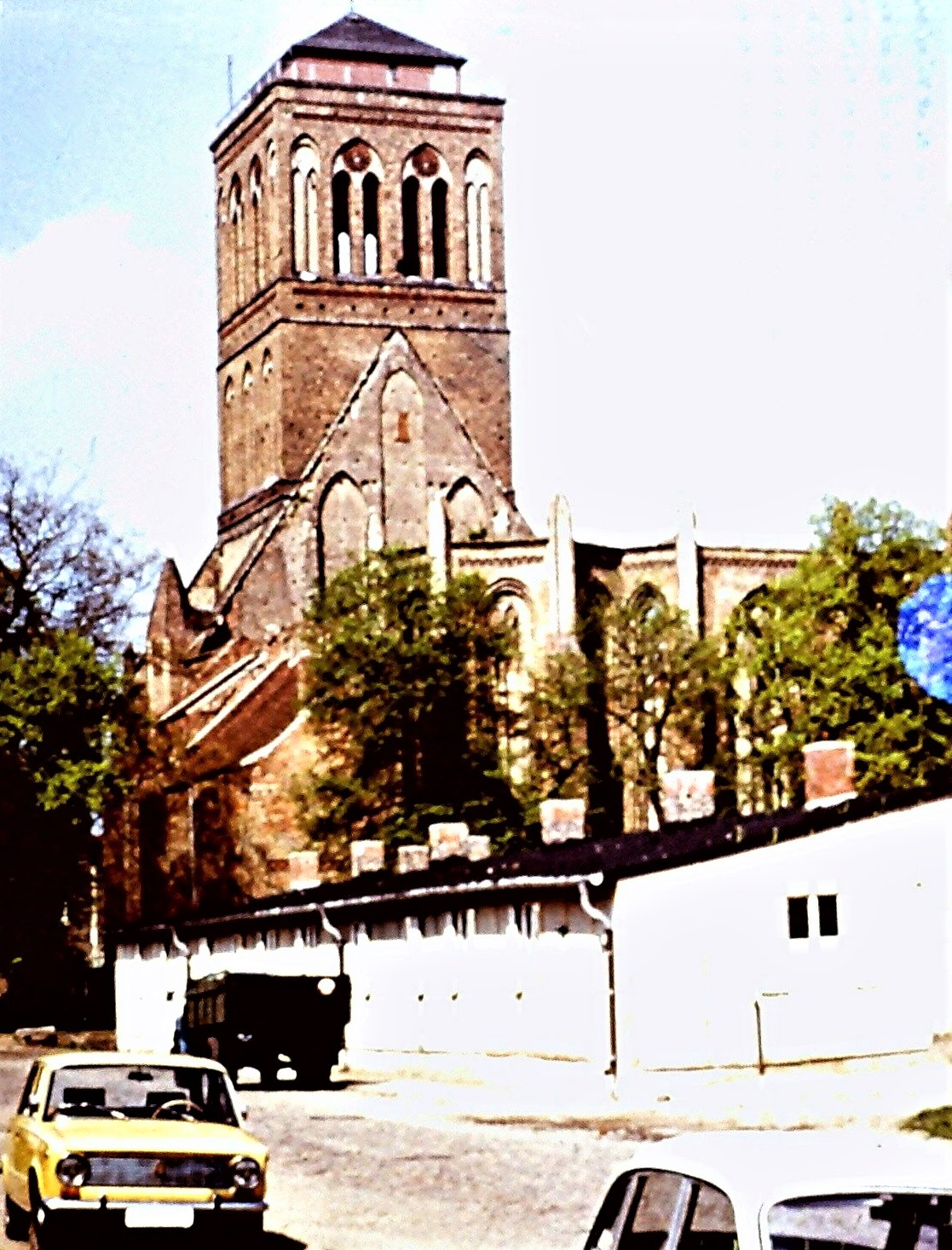
Nikolaikirche um 1972 mit gesichertem begehbarem Turmabschluss

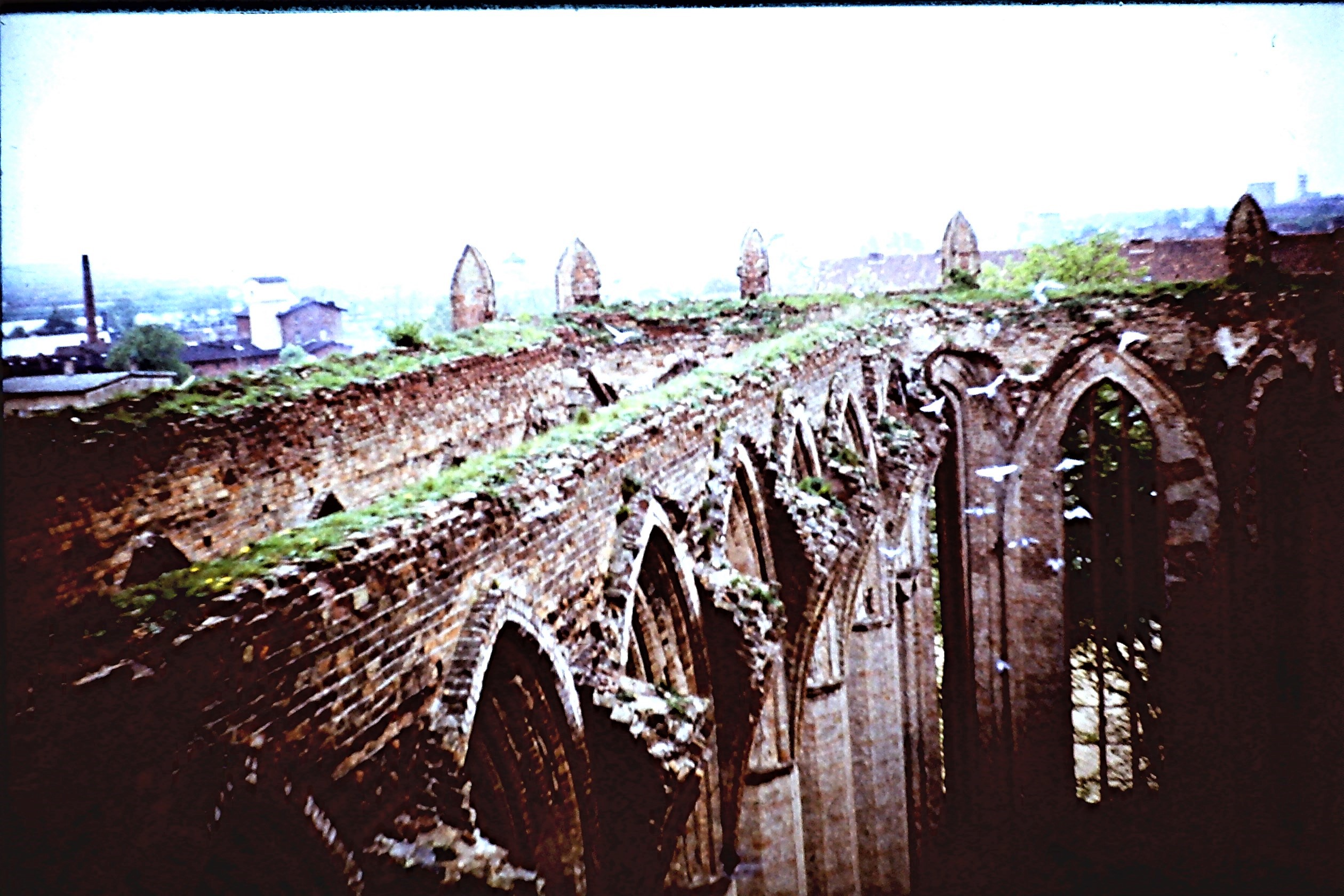
Zustand der Ruine in den 70er Jahren

Das bedeutende Gebäude der Backsteingotik ist eine dreischiffige Hallenkirche mit vierstöckigem Turm und Sakristei. Das Kirchenschiff war bis 1945 mit einem großen Satteldach bedeckt. Der Turm hatte seit jeher einen hohen gotischen Spitzhelm mit über 100 Metern Höhe, welcher mehrmals durch Blitzeinschläge und Stürme beschädigt und wiederhergestellt wurde. Zusammen mit der St. Marienkirche, die am Ende des 19. Jahrhunderts einen ähnlichen Turmhelm erhielt, bildeten beide Kirchen das unverwechselbare Stadtbild Anklams mit ihren „Zwillingstürmen“. Der Turmhelm von St. Nikolai wies eine Besonderheit auf: Seine Spitze zeigte eine deutlich sichtbare Verwindung. Im Volksmund hieß es, dass der Teufel persönlich die Kirchturmspitze verdreht hätte. Am 25. Juni 1848 wurde in der Nikolaikirche der Flugpionier Otto Lilienthal getauft, dessen Geburtshaus sich in unmittelbarer Nähe der Kirche befand.
Der Innenraum war mit wertvollen Ausstattungsgegenständen reich verziert. Trotz Auslagerung im Zweiten Weltkrieg sind einige Teile bis heute verschollen. Andere, wie etwa die prunkvollen Leuchter, die Apostelglocke und Teile des Chorgestühls befinden sich heute in der Anklamer Marienkirche und im Kulturhistorischen Museum Stralsund. Mittelalterliche Freskenmalereien an den Seitenwänden und Pfeilern sind nur noch in Bruchstücken erhalten.
Beim schwersten Bombenangriff auf Anklam am 9. Oktober 1943 wurden die Fensterverglasungen der Nikolaikirche durch Druckwellen und Splitter der in der Umgebung einschlagenden Bomben zerstört sowie die Kupferabdeckung des Turmes erheblich beschädigt. Die Kirche selbst wurde jedoch nicht getroffen.
Die Zerstörung der Kirche geschah erst am 29. April 1945 durch deutschen Granatenbeschuss vom nördlich von Anklam gelegenen Dorf Ziethen aus auf die bereits von der Roten Armee besetzte Stadt. Dabei stürzte der Turmhelm in das Kirchenschiff. Ein Teil der Turmspitze wurde im Jahr 2022 bei Bauarbeiten an einem Bürgersteig vor der Kirche wiedergefunden. Die Turmkugel, die traditionell auch zeitgeschichtliche Überlieferungen enthielt, bleibt allerdings weiterhin verschollen. Die Kirche brannte teilweise aus, nur der Turmstumpf und die Umfassungsmauern mit Freipfeilern und Scheidbögen blieben stehen.
Nach dem Krieg wurde die Ruine notdürftig gesichert. Nur der Südanbau mit den beiden Kapellen, dem Südeingang und der Sakristei wurden wieder überdacht und zeitweise von der Kirchengemeinde genutzt, während der Turm provisorisch begehbar gemacht und mit einer kleinen Turmspitze versehen wurde, um den Turm als Plattform für Funkantennen zu nutzen. Das Kirchenschiff blieb der Witterung über 50 Jahre lang schutzlos ausgeliefert.

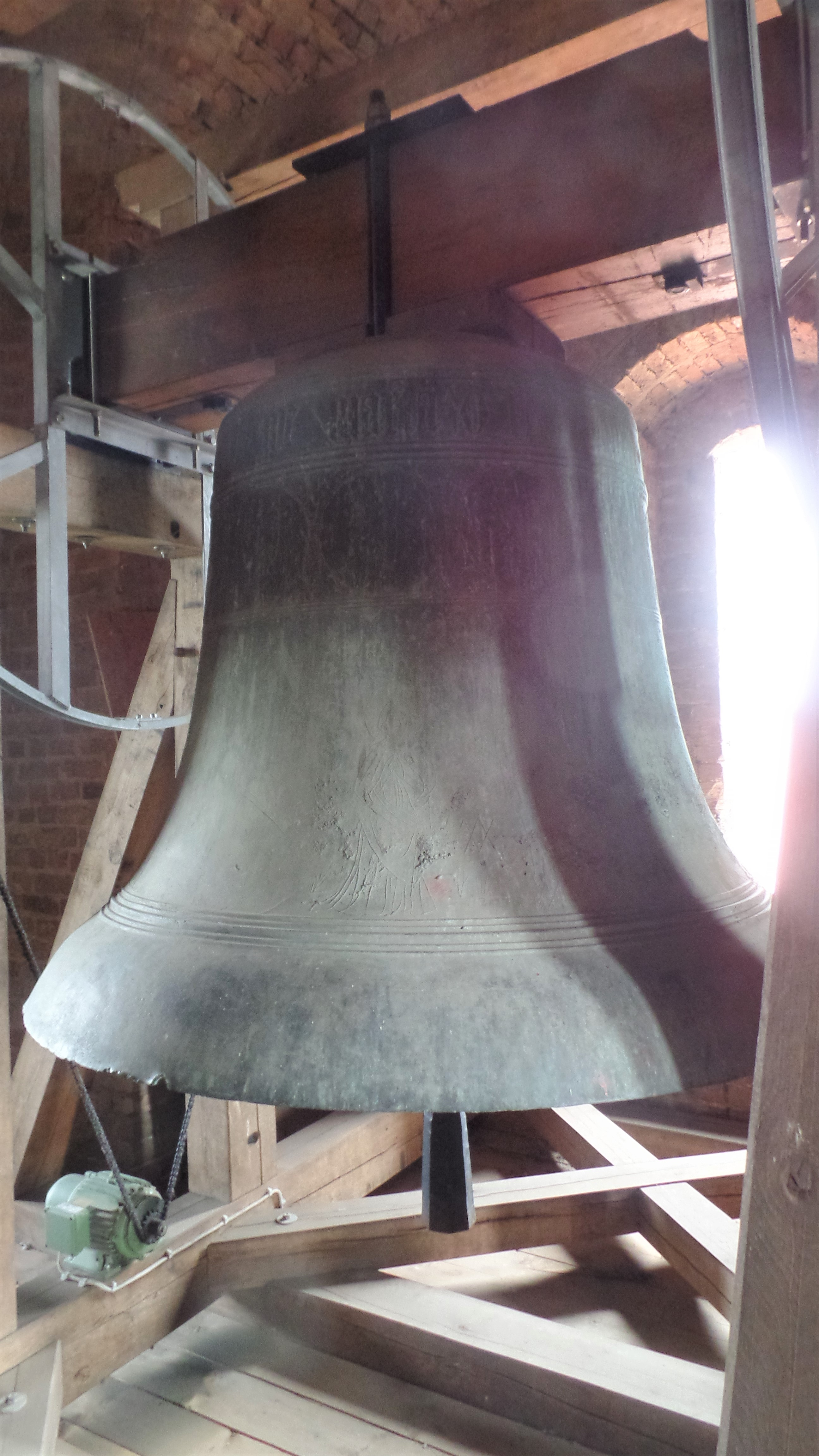
Apostelglocke in der ehemaligen Glöcknerstube der Marienkirche

## Maße (vor der Zerstörung)
Turmhöhe mit Spitze: 103,00 m
Höhe bis zur Giebeleindeckung des Turmes: 58,00 m
Grundriss des Turmes: 12,50 × 12,50 m
Umfassungsraum: 23,00 m × 55,00 m
Höhe bis zum Scheitel des Gewölbes: 16,50 m
Höhe bis zum First des Daches: 35,00 m

## Apostelglocke
Von den Glocken der Nikolaikirche ist die Apostelglocke erhalten geblieben. Sie wurde 1450 von Rickert de Monkehagen gegossen. Mit einem Gewicht von 4500 kg, einem Durchmesser von fast 180 cm und dem Schlagton h0 ist sie die drittgrößte Glocke des Pommerschen Evangelischen Kirchenkreises und die größte mittelalterliche Glocke Mecklenburg-Vorpommerns. Seit der Bergung aus den Trümmern der Nikolaikirche im Jahr 1946 und dem Einbau im Jahr 1947 ist sie Teil des Glockengeläuts der Marienkirche. Seit 2014 ist sie dort neu in der Glockenstube unterhalb eines neuen Geläuts mit fünf Glocken aufgehängt und wird nur zu besonderen Festtagen zum Ertönen gebracht.

## Begonnener Wiederaufbau

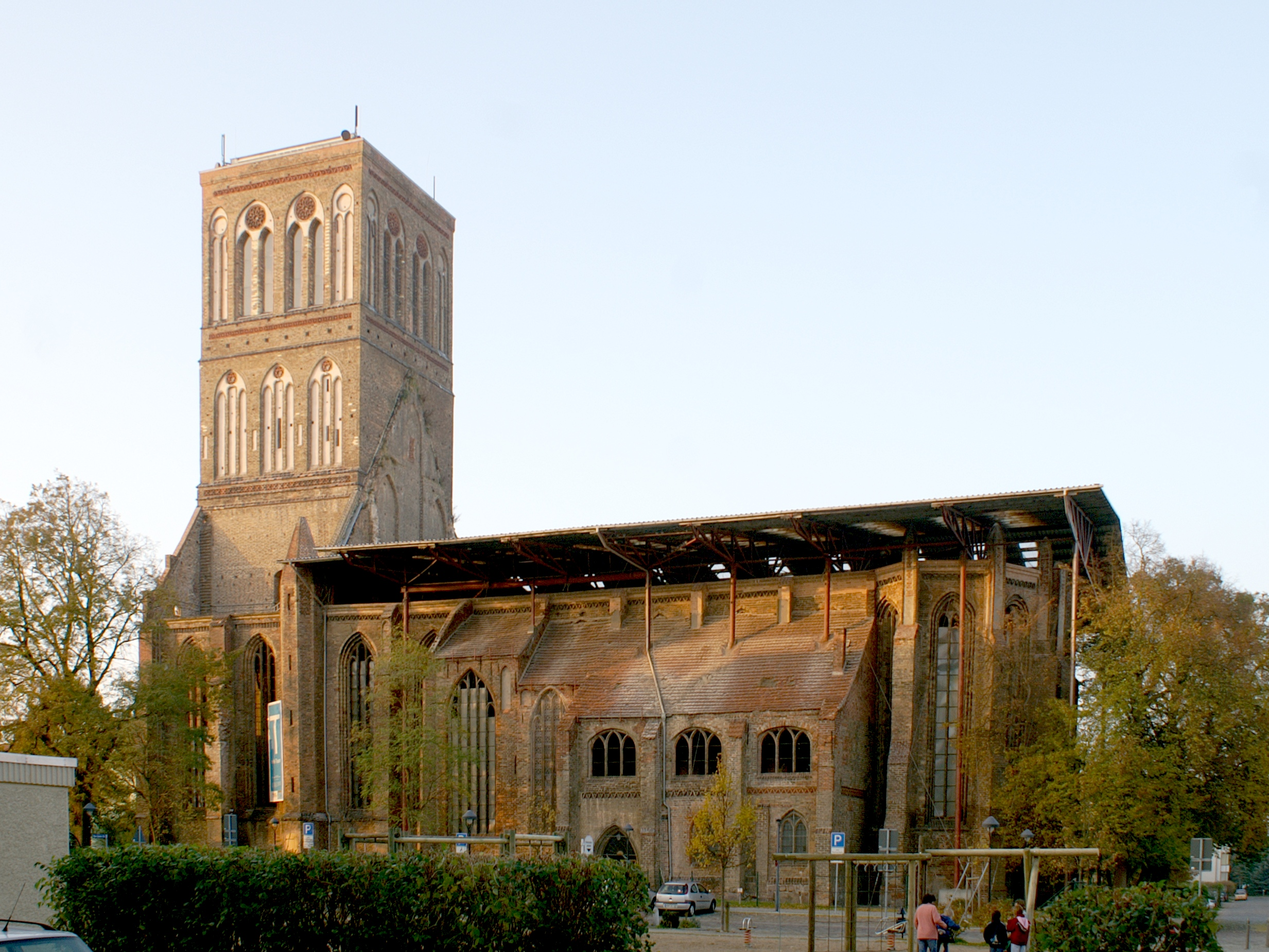
Nikolaikirche Anklam, Notdach (1995/96–2010)

Anfang der 1990er Jahre wurde die Situation des Gebäudes zunehmend kritisch, es bestand Einsturzgefahr. Anklamer Bürger schlossen sich zum Förderkreis Nikolaikirche Anklam/Vorpommern e. V. (seit 2009 Förderkreis Nikolaikirche Anklam e. V.) zusammen, um sich für den Erhalt und Wiederaufbau der Kirche einzusetzen. 1995 bis 1996 wurde das Kirchenschiff mit einem Notdach versehen und gesichert.
Seitdem wurden umfangreiche Sicherungs- und Restaurierungsarbeiten an den erhaltenen Gebäudeteilen und am Turm durchgeführt, die aus Mitteln der Städtebauförderung, der Denkmalpflege, städtischen Zuschüssen und Spenden finanziert wurden.
Im Jahre 2004 übernahm die Hansestadt Anklam im Rahmen eines Erbbaurechtsvertrags die Verantwortung für das entwidmete Gebäude und im Jahr 2007 wurde mit Planungen für eine umfassende Sicherung und den Wiederaufbau der ehemaligen Kirche begonnen.

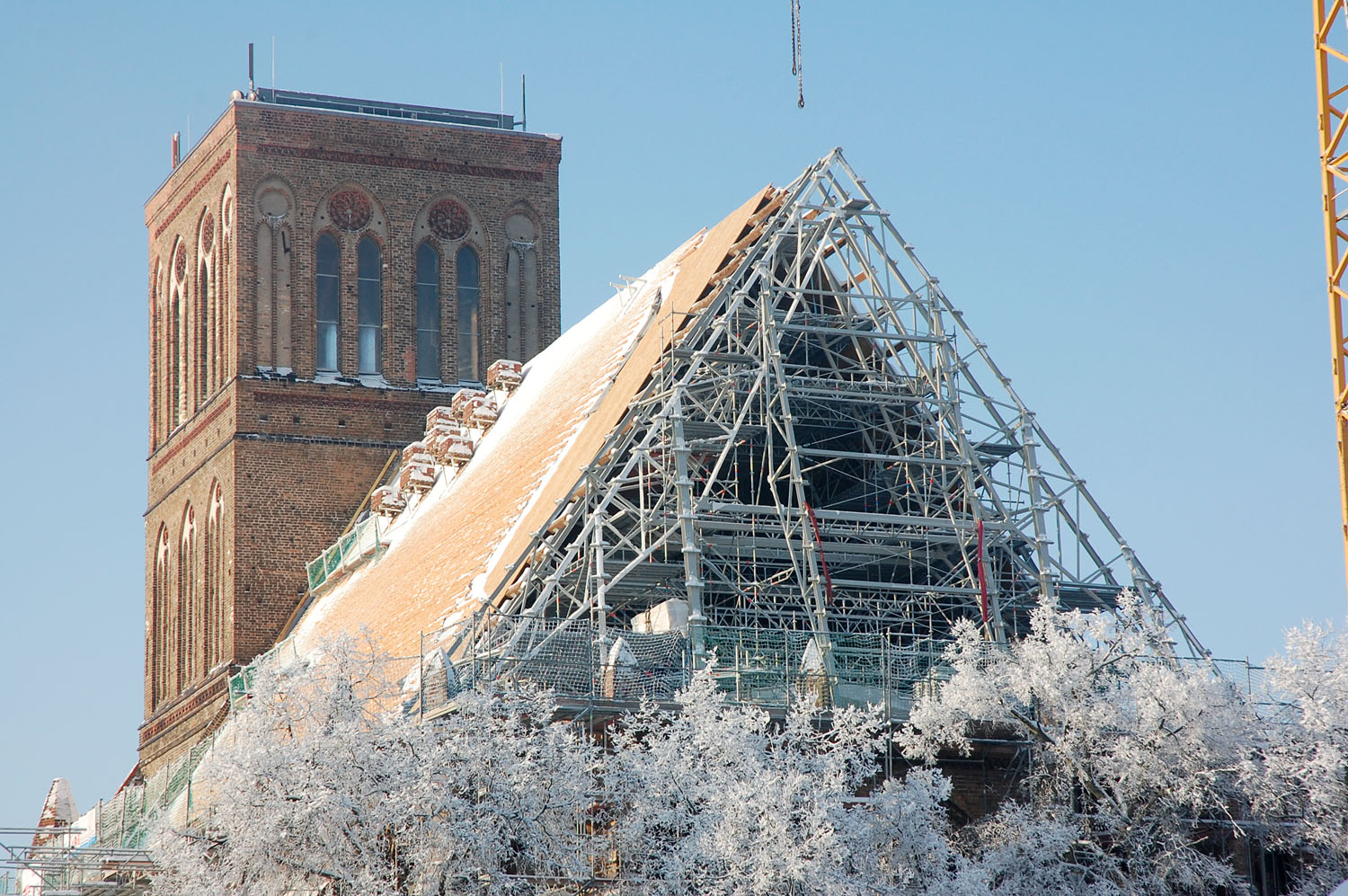
Nikolaikirche Anklam, Errichtung des neuen Daches (2010/2011)

Mit Hilfe des Konjunkturpaketes der Bundesregierung, des Landes Mecklenburg-Vorpommern und der Hansestadt Anklam wurde das Dach des Kirchenschiffs in den Jahren 2010 bis 2011 in der ursprünglichen Form und Höhe wiedererrichtet.
Vom Frühjahr 2013 bis zum Frühjahr 2014 wurde das Dach des Südanbaus (Kapellen, Vorhalle, Sakristei) erneuert.
Für die zukünftige Nutzung der Nikolaikirche für Ausstellungen und Veranstaltungen gibt es einen Plan unter dem Arbeitstitel Ikareum. Dabei handelt es sich um ein Quartett aus der Nutzung als Veranstaltungsort, Baudenkmal, Regionales Informations- und Tourismuszentrum (RITZ) und als Personalmuseum Otto Lilienthal, letzteres existiert bereits an einem anderen Standort. Dieser Entwurf sieht unter anderem eine begehbare Turmspitze in historischer Form und ein für Ausstellungen und Veranstaltungen nutzbares Kirchenschiff in mehreren transparenten Ebenen unter Einbeziehung des Dachraumes vor. Das Ikareum ist Teil des zwischen Land und Stadt vereinbarten Investionspakets Anklamer Dreiklang, zu dem außerdem der Neubau einer Schwimmhalle und eines Schulcampus’ gehören. Am 19. September 2020 wurde bekannt, dass eine Förderung des Ausbaus durch die Kulturstaatsministerin Monika Grütters in Aussicht gestellt wurde.
Am 17. Dezember 2022 wurde der erste Bauabschnitt der Rekonstruktion des Kirchenschiffs mit der Eröffnung der Pilotausstellung Lilienthal LAB übergeben. Das Richtfest des Funktionsanbaus RITZ folgte am 2. August 2023.

## Neue Fenster in der Nikolaikirche
Die Fenster im Kirchenschiff der Nikolaikirche wurden am 9. Oktober 1943 infolge der Bombentreffer in der Nähe des Gebäudes zerstört und bis zum Beginn der Wiederaufbauarbeiten im Jahr 1995 nicht ersetzt.
Das erste neue Bleiglasfenster entstand als Reproduktion des Nikolausfensters aus dem Jahr 1909 und wurde am 2. Oktober 2004 eingeweiht. Das mit Spenden finanzierte Fenster wurde durch die Glasgestaltung GmbH Altlandsberg gefertigt. Es zeigt den Heiligen Nikolaus, der segnend die Hand über die Nikolaikirche hält.
Im Jahr 2004 wurde vom Förderkreis Nikolaikirche Anklam e. V. parallel zum Einbau des Nikolausfensters eine Spendenaktion ins Leben gerufen, um mit kleinen Spenden die weitere Verglasung des Kirchenschiffes voranzutreiben. Die ersten Fensterscheiben der Spendenaktion wurden ab dem Sommer 2009 in der Nikolaikirche eingesetzt und erhielten je nach Wunsch des Spenders einen kurzen per Sandstrahlverfahren aufgebrachten Schriftzug. Die Spendenaktion wurde im Sommer 2014 abgeschlossen. Die Fertigung und der Einbau der Fenster erfolgte durch die Glaserei Koch aus Neubrandenburg.
Im Gedenken an die Zerstörung und die Opfer des Zweiten Weltkrieges wurde im Sommer 2009 mit dem Gedenkfenster ein zweites – ebenfalls mit Spenden finanziertes und durch die Glasgestaltung GmbH Altlandsberg gefertigtes – farbiges Bleiglasfenster neben dem Nikolausfenster eingesetzt. Neben mehreren Spruchbändern, die an die Zerstörung Anklams und die Opfer erinnern, zeigt das Fenster die Nikolaikirche in drei Stadien: zum Zeitpunkt der Zerstörung, als Ruine ohne Dach kurz nach Ende des Krieges und als im Wiederaufbau befindliches Gebäude mit dem Notdach.

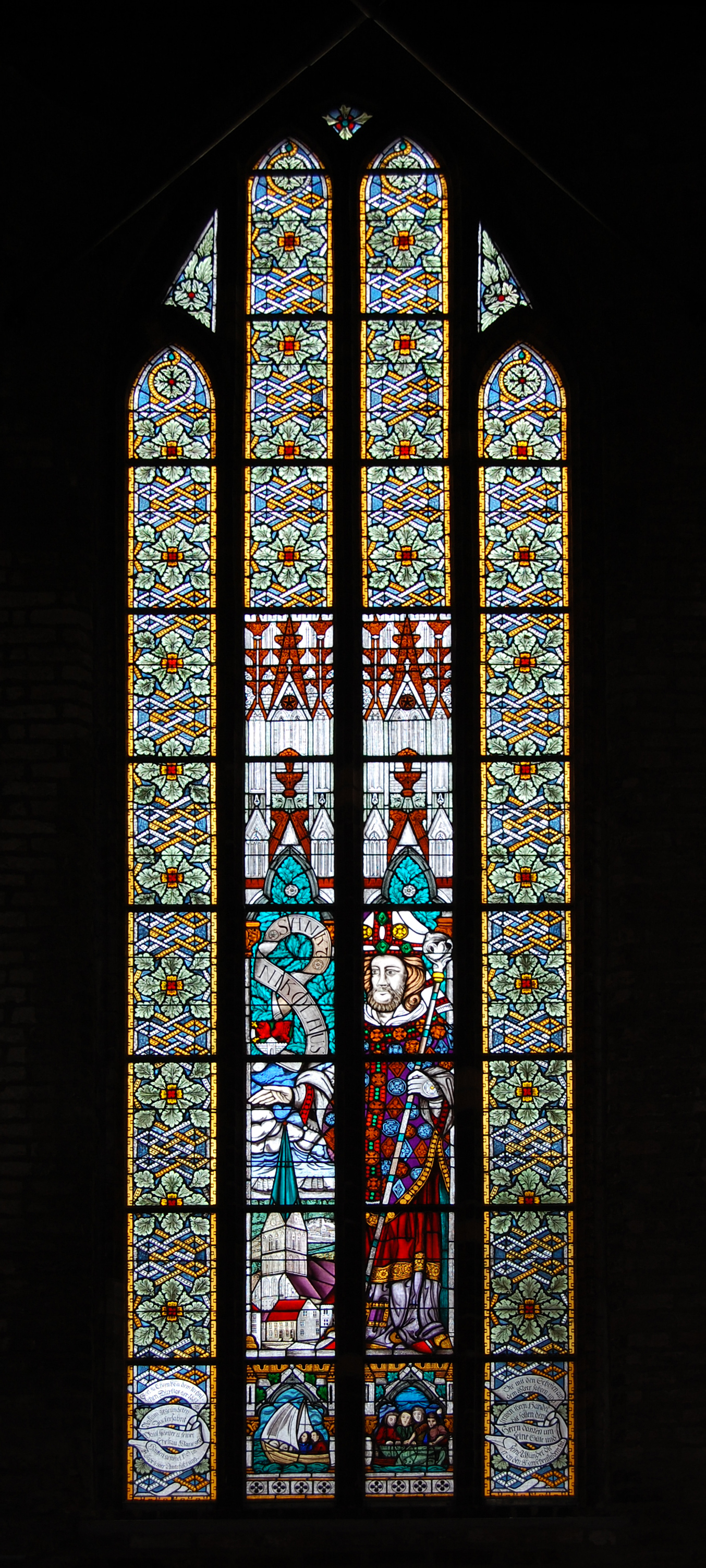
Nikolausfenster (* 2004)
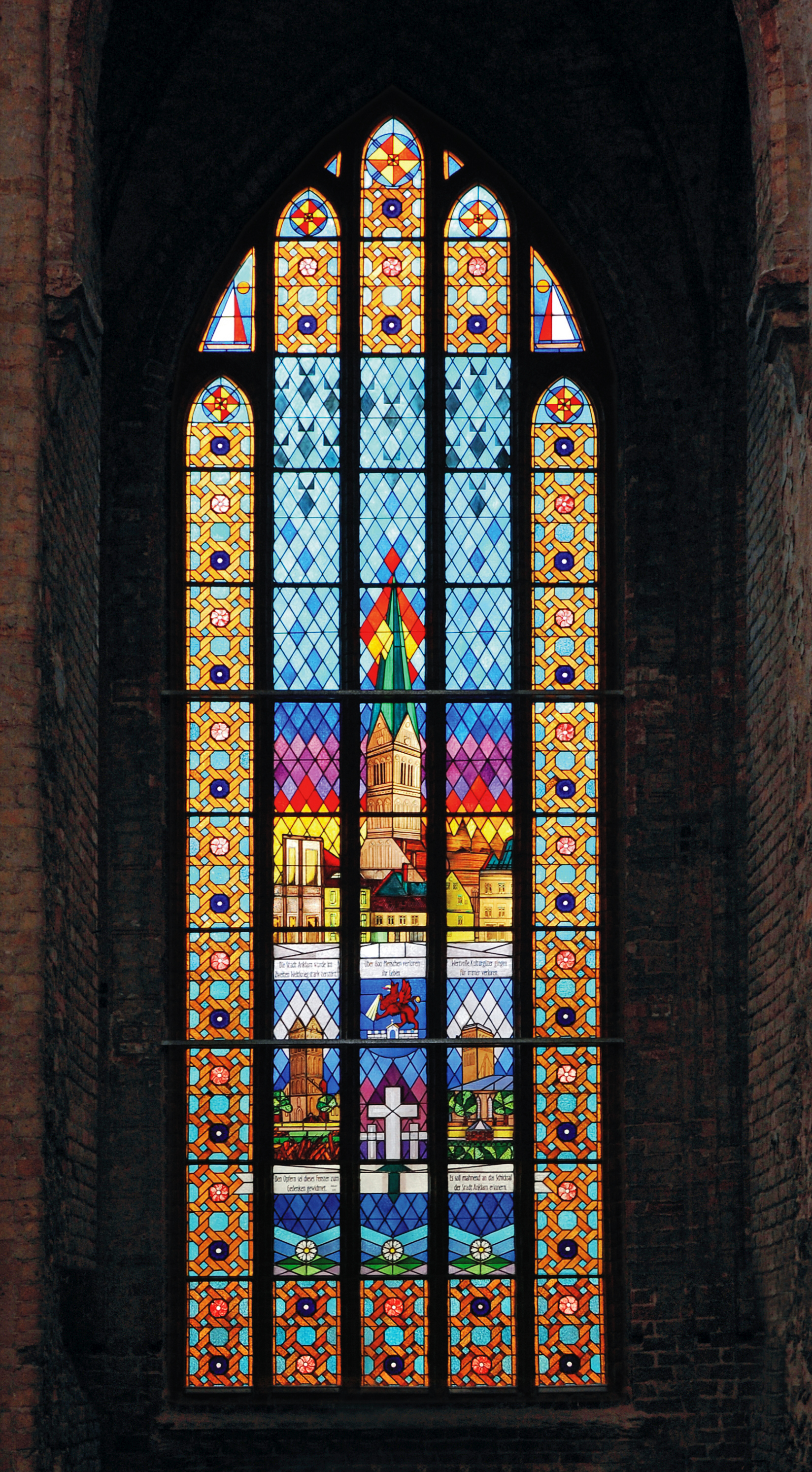
Gedenkfenster (* 2009)
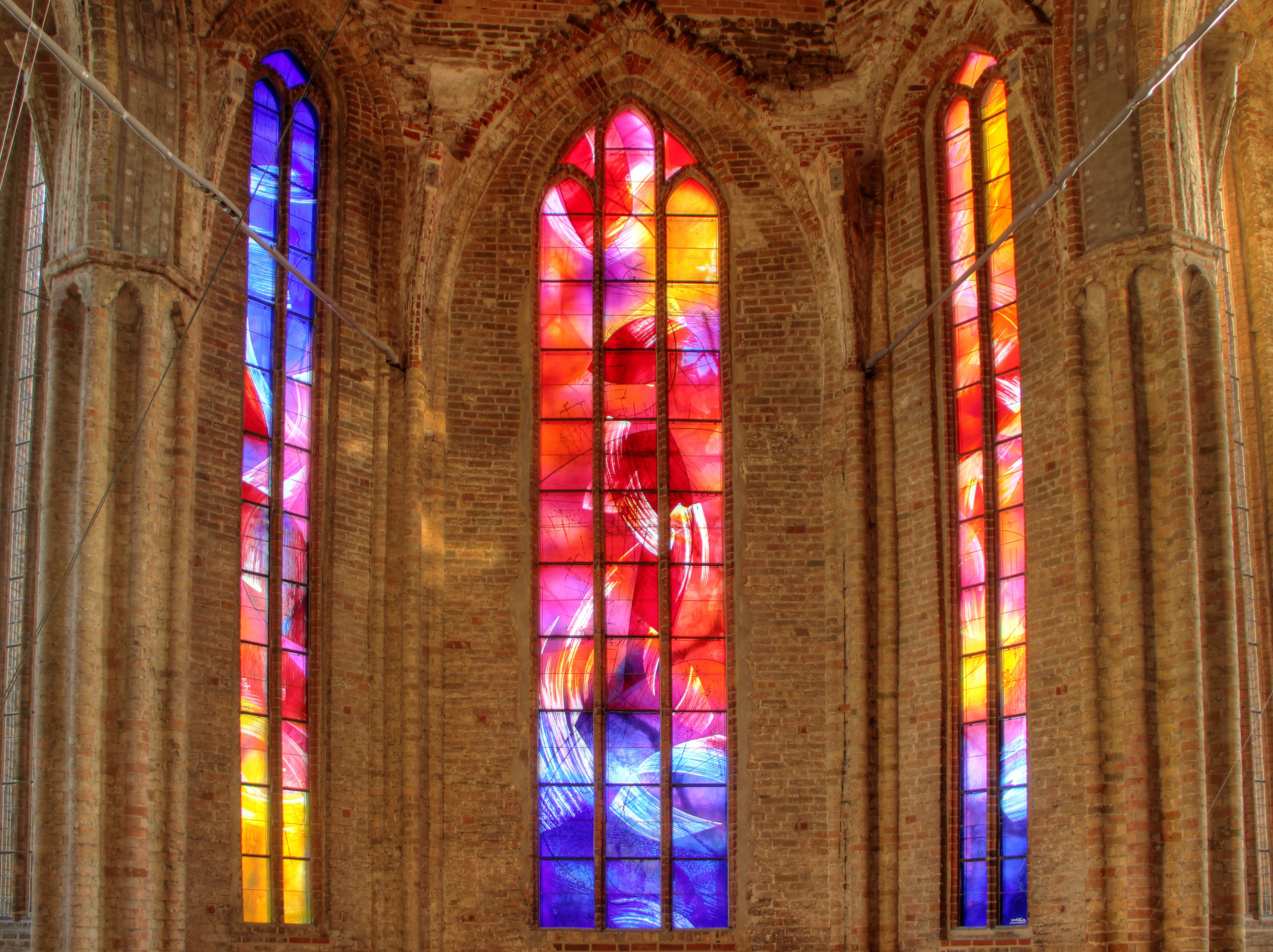
Lilienthal-Chorfenster (* 2014)

Die jüngsten Buntglasfenster in der Nikolaikirche, die Lilienthal-Chorfenster, sind der zukünftigen Nutzung des Gebäudes als Ausstellungs- und Veranstaltungsgebäude mit dem Projektnamen Ikareum gewidmet. Die vom Engländer Graham Jones im Rahmen des 2010 veranstalteten Gestaltungswettbewerbes entworfenen und von den Glasstudios Derix Taunusstein hergestellten drei Fenster wurden im Jahr 2014 gefertigt, im November 2014 in der Nikolaikirche eingesetzt und am 19. Dezember 2014 eingeweiht.

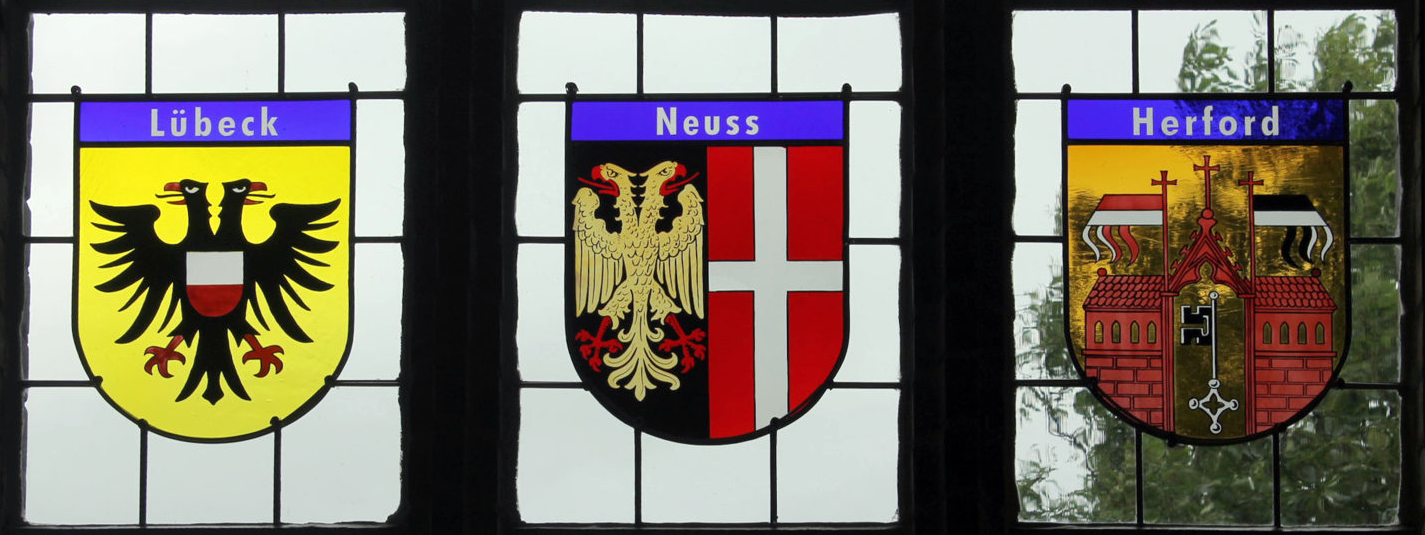
Wappenfenster der Hansestädte Lübeck, Neuss und Herford (* 2012)
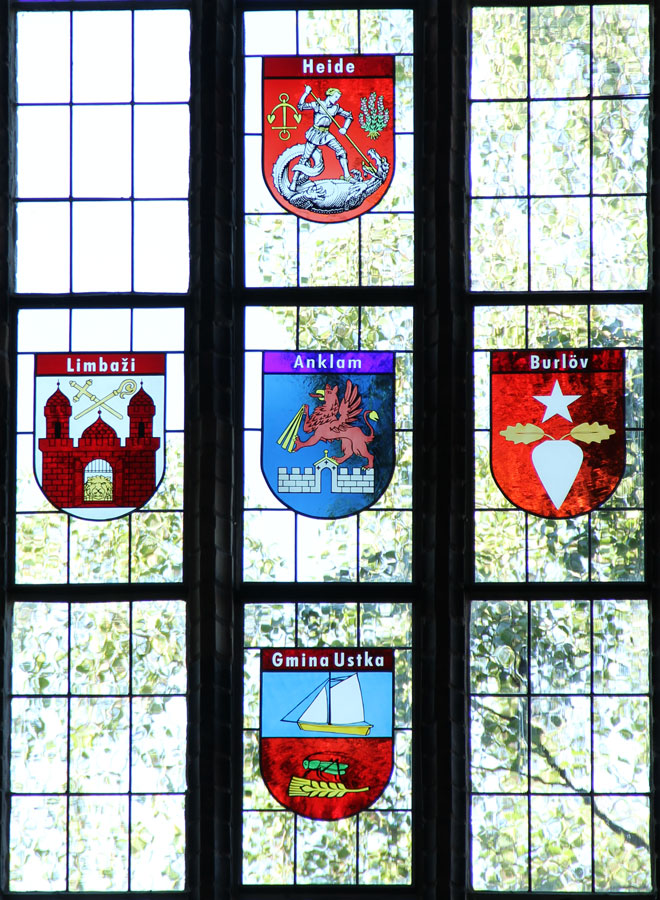
Wappenfenster der Partnerstädte/-gemeinden von Anklam (* 2015)

In Erinnerung an die hanseatische Vergangenheit Anklams und als Würdigung für den Städtebund DIE HANSE wurden in den Jahren 2010 bis 2017 über eine Spendenaktion der Hansestadt Anklam Fensterscheiben mit Wappen von Hansestädten der Neuzeit in der Nikolaikirche eingesetzt. Die folgende Übersicht nennt die gespendeten und eingebauten Wappen der Hansestädte in der Nikolaikirche:
| 2010                                                      | 2011          | 2012            |
| --------------------------------------------------------- | ------------- | --------------- |
| Attendorn (S)                                             | Anklam (W)    | Göttingen (N)   |
| Bremen (S)                                                | Gronau (S)    | Herford (S)     |
| Lüneburg (S)                                              | Stade (S)     | Kalkar          |
| Mühlhausen (S)                                            | Stralsund (S) | Salzwedel (N)   |
| Osnabrück (S)                                             |               | Lippstadt (N)   |
| Stettin (S)                                               |               | Lübeck (N)      |
|                                                           |               | Neuss (N)       |
|                                                           |               | Rostock (N)     |
|                                                           |               | Tangermünde (N) |
| S: Südseite, W: Westseite, N: Nordseite der Nikolaikirche |               |                 |

| 2013                           | 2014         | 2015           |
| ------------------------------ | ------------ | -------------- |
| Harderwijk (N)                 | Deventer (N) | Demmin (N)     |
| Kalmar (N)                     |              | Greifswald (N) |
| Korbach (N)                    |              | Wismar (N)     |
| Kyritz (N)                     |              |                |
| N: Nordseite der Nikolaikirche |              |                |

| 2016                           | 2016          | 2017                  |
| ------------------------------ | ------------- | --------------------- |
| Bergen (N)                     | Rüthen (N)    | Boston (N)            |
| Bockenem (N)                   | Seehausen (N) | Emmerich am Rhein (N) |
| Braunschweig (N)               | Stargard (N)  | Groningen (N)         |
| Buxtehude (N)                  | Stendal (N)   | Kaunas (N)            |
| Danzig (N)                     | Telgte (N)    | Nowgorod (N)          |
| Goleniów (N)                   | Uelzen (N)    | Turku (N)             |
| Hamburg (N)                    | Unna (N)      | Valmiera (N)          |
| Havelberg (N)                  | Viljandi (N)  | Zutphen (N)           |
| Lünen (N)                      | Warburg (N)   |                       |
| Magdeburg (N)                  | Werl (N)      |                       |
| Pritzwalk (N)                  | Wesel (N)     |                       |
| N: Nordseite der Nikolaikirche |               |                       |

Im Frühjahr 2015 wurden in das Fenster über dem Westeingang der Nikolaikirche Anklam rund um das Wappenfenster von Anklam die Wappenfenster der vier Partnerstädte/-gemeinden Anklams (Heide, Burlöv/Schweden, Gmina Ustka/Polen, Limbaži/Lettland) eingesetzt. Die als Geschenk für das 750-jährige Stadtjubiläum der Stadt im Jahr 2014 gespendeten Wappenfenster wurden nach Vorbild der Hanse-Wappenfenster gestaltet und gefertigt und unterscheiden sich von diesen nur durch den roten Hintergrund der Städte-/Gemeindenamen über dem Wappen.

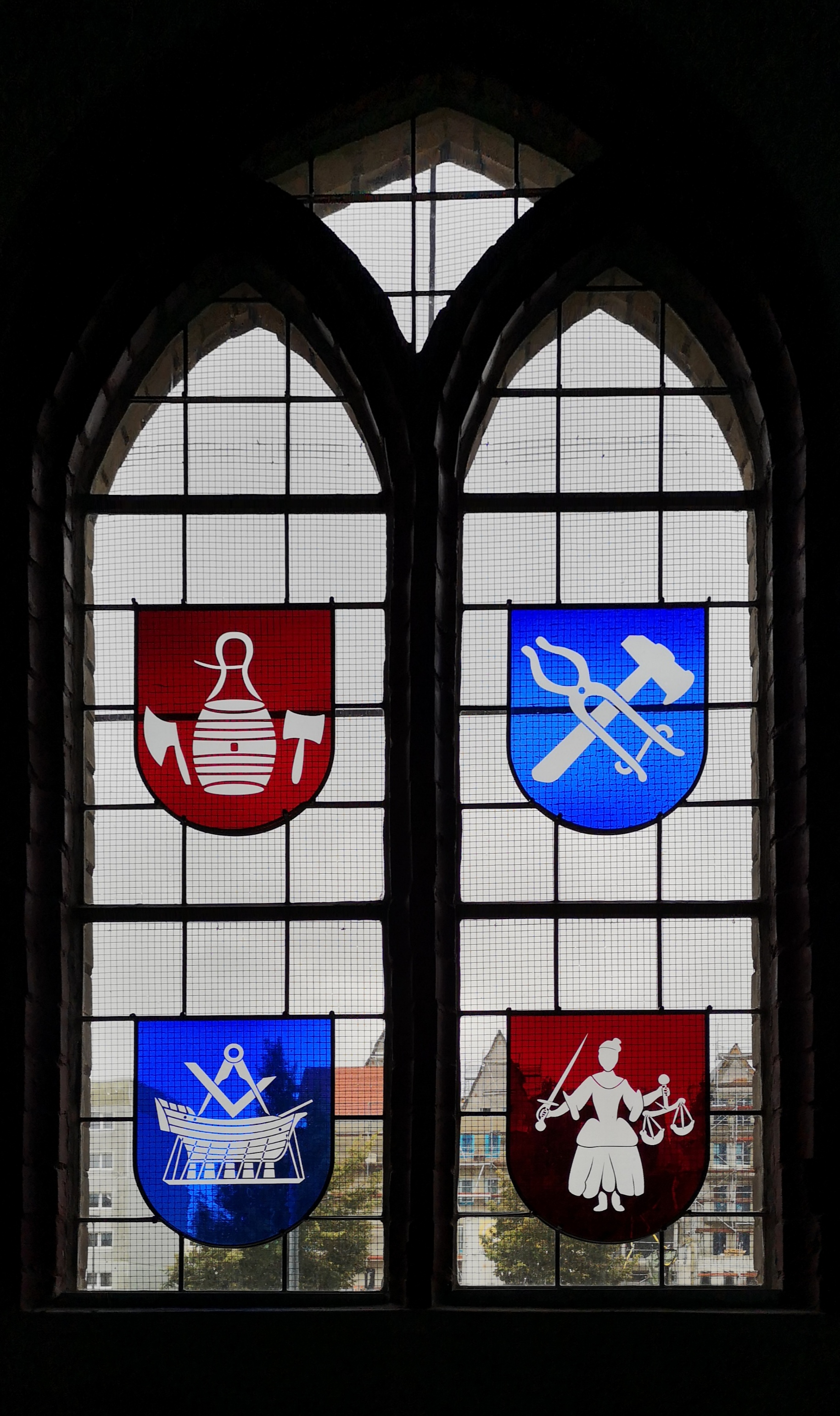
Linkes Fenster mit Zunftwappen (* 2017)
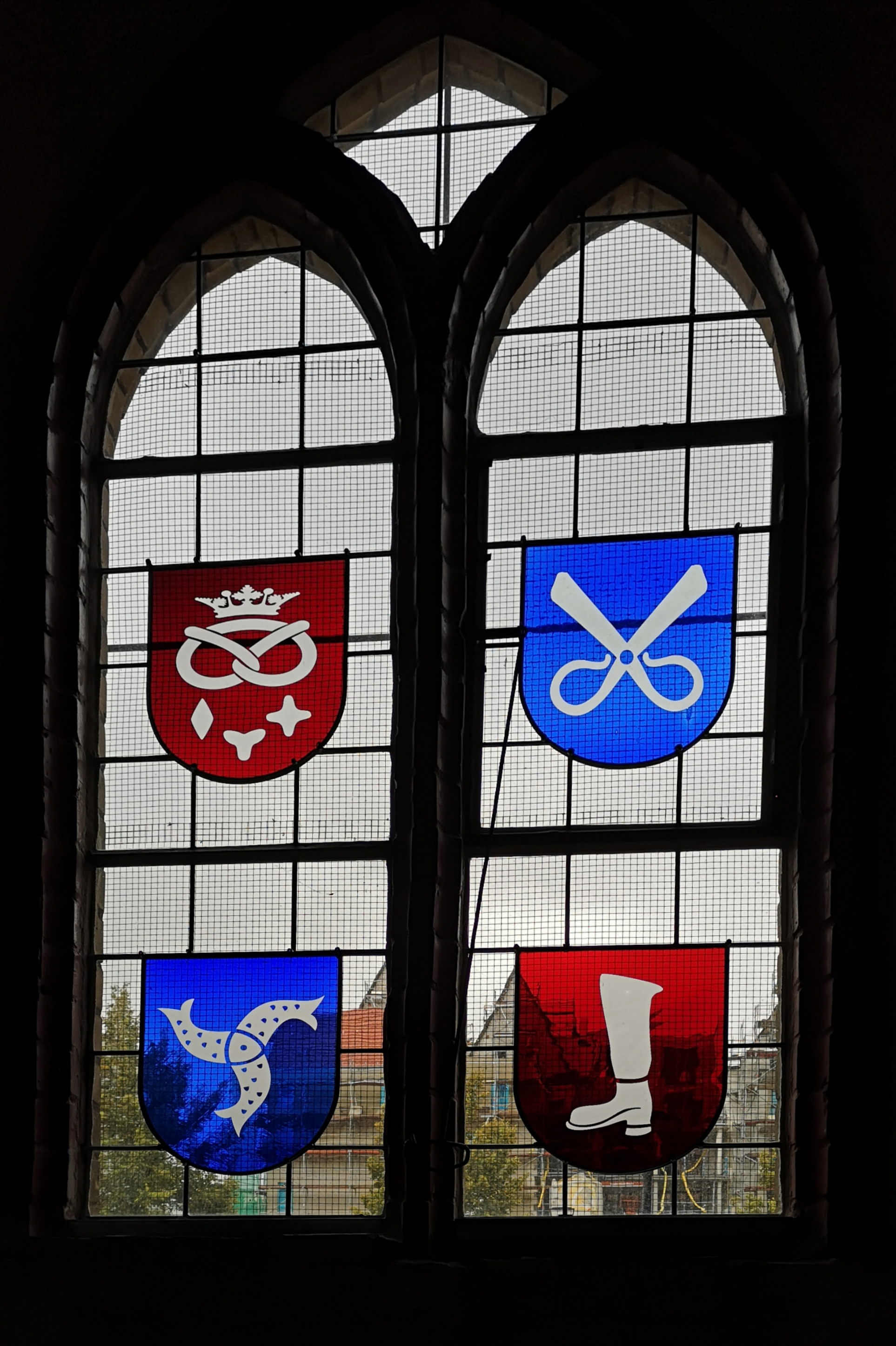
Rechtes Fenster mit Zunftwappen (* 2017)

Der Einbau neuer Fenster im Kirchenschiff wurde im Herbst 2017 mit den Einbau neuer Fenster im Südanbau abgeschlossen. Während die drei Fenster im oberen Geschoss des Südanbaus mit farblosem Klarglas verglast wurden, wurden die beiden Fenster in der Sakristei mit jeweils vier Wappen gestaltet. Als Motive wurden historisch belegte Innungen in Anklam gewählt. Die Gestaltung erfolgt nach Vorbild von Innungssiegeln, die im Museum im Steintor ausgestellt werden. Die acht weißen Wappen mit rotem oder blauem Hintergrund zeigen die Innungen der Böttcher, Schlosser, Schiffszimmermänner, Kämmer, Bäcker, Schneider, Fischer und Schuhmacher. Die Fenster mit den Hansewappen, Anklamer Partnerstädten/-gemeinden und den Zunftwappen wurden ebenfalls durch die Glaserei Koch in Neubrandenburg gefertigt und eingebaut.

## Aktuelle Nutzung

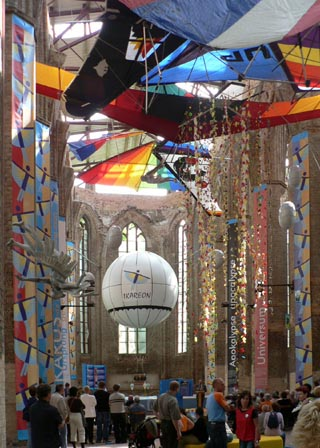
Sonderausstellung 2007: „Ikarus – Der fliegende Mensch“ (In der Kirche wurde Otto Lilienthal 1848 getauft)

Seit 1999 konnte die Kirche während der Sommermonate wieder besichtigt werden und wurde für Ausstellungen und Veranstaltungen genutzt. Im Jahr 2008 wurde der Turm mit einer überdachten Aussichtsplattform in circa 50 m Höhe für die Öffentlichkeit zugänglich gemacht. Im Jahr 2021 begann der komplexe Innenausbau, dessen erster Bauabschnitt im Dezember 2022 mit einer Wiederöffnung abgeschlossen wurde.